# Le Châtel (Savoie)
Le Châtel is een plaats en voormalige gemeente in het Franse departement Savoie (regio Auvergne-Rhône-Alpes) en telt 167 inwoners (2004). De plaats maakt deel uit van het arrondissement Saint-Jean-de-Maurienne. Le Châtel is op 1 januari 2019 gefuseerd met de gemeenten Hermillon en Pontamafrey-Montpascal tot de gemeente La Tour-en-Maurienne. 

## Geografie
De oppervlakte van Le Châtel bedraagt 14,3 km², de bevolkingsdichtheid is 11,7 inwoners per km².
De onderstaande kaart toont de ligging van Le Châtel (Savoie) met de belangrijkste infrastructuur en aangrenzende gemeenten.

## Demografie
Onderstaande figuur toont het verloop van het inwonertal (bron: INSEE-tellingen).